# Collegio elettorale di Mandas
Il collegio elettorale di Mandas è stato un collegio elettorale uninominale del Regno di Sardegna. Fu istituito in seguito alla riforma dei collegi elettorali insulari del regno di Sardegna, sostituendo il collegio di Isili II. Il collegio nella nuova configurazione era formato da due sezioni. La prima comprendeva i mandamenti di Mandas, Barumini e Lunamatrona, quest'ultimo senza il territorio di Pauli Arbarei. La seconda sezione comprendeva i mandamenti di Mogoro e Sardara esclusi i territori di Masullas, Pompu, Simala e Siris. All'epoca la popolazione residente nel collegio superava le 21.000 persone. 

## Dati elettorali
Nel collegio si svolsero votazioni solo per la sesta legislatura. Fu sostituito dal collegio di Sanluri.

### VI legislatura
Le votazioni si svolsero in 204 collegi uninominali a doppio turno dopo la modifica dei collegi della Sardegna nel 1856; venne applicata la normativa del 1848 (al primo turno un numero di voti maggiore di un terzo degli iscritti).
| Partito                            | Partito                            | Candidato                                           | Primo turno 15 novembre 1857 | Primo turno 15 novembre 1857 | Ballottaggio 19 novembre 1857 | Ballottaggio 19 novembre 1857 |
| Partito                            | Partito                            | Candidato                                           | Voti                         | %                            | Voti                          | %                             |
| ---------------------------------- | ---------------------------------- | --------------------------------------------------- | ---------------------------- | ---------------------------- | ----------------------------- | ----------------------------- |
|                                    | —                                  | Carlo Manca marchese di Santa Croce di Villahermosa | 195                          | 82,98                        | 128                           | 67,02                         |
|                                    | —                                  | Antioco Loru                                        | 40                           | 17,02                        | 63                            | 32,98                         |
|                                    |                                    |                                                     |                              |                              |                               |                               |
| Iscritti                           | Iscritti                           | Iscritti                                            | 667                          | 100,00                       | 667                           | 100,00                        |
| ↳ Votanti (% su iscritti)          | ↳ Votanti (% su iscritti)          | ↳ Votanti (% su iscritti)                           | 295                          | 44,23                        | 196                           | 29,39                         |
| ↳ Voti validi (% su votanti)       | ↳ Voti validi (% su votanti)       | ↳ Voti validi (% su votanti)                        | 235                          | 79,66                        | 191                           | 97,45                         |
| ↳ Schede non valide (% su votanti) | ↳ Schede non valide (% su votanti) | ↳ Schede non valide (% su votanti)                  | 60                           | 20,34                        | 5                             | 2,55                          |
| ↳ Astenuti (% su iscritti)         | ↳ Astenuti (% su iscritti)         | ↳ Astenuti (% su iscritti)                          | 372                          | 55,77                        | 471                           | 70,61                         |